# 동전의 슈트
동전의 슈트(Suit of Coins)는 타로의 마이너 아르카나의 4대 슈트의 하나로 동전(또는 부적, 접시)을 본떴다. 오망성의 슈트(Suit of pentacles), 또는 원반의 슈트(Suit of discs)라고도 한다.
플레잉 카드의 다이아에 상당하며, 4원소의 땅을 맡는다.

## 카드의 종류와 의미
아서 에드워드 웨이트의 타로 도해에 해설된 의미는 이하와 같다.

### 핍(숫자)
동전의 에이스
'동전의 1'이라고도 한다. 완전한 만족, 돈.
동전의 2
밝음, 문서에 의한 뉴스·메시지, 조정.
동전의 3
기예, 거래, 숙련공.
동전의 4
소유의 보증, 소유물의 집착, 선물.
동전의 5
물질적인 문제, 빈곤.
동전의 6
성공, 선물, 자선.
동전의 7
금전, 사업, 교역.
동전의 8
장인 기질, 준비.
동전의 9
물질적 풍부, 달성.
동전의 10
이익, 재산가족, 일족의 번영.

### 코트(인물)
동전의 시종
정려근면, 학생.
동전의 기사
유용, 재산, 책임, 올바름.
동전의 여왕
부, 관대, 안전.
동전의 왕
실제적 지성, 사업, 성공.

에이스
2
3
4
5
6
7
8
9
10
시종
기사
여왕
왕